# موراي غاردنر
موراي غاردنر (بالإنجليزية: Murray Gardner)‏ هو متزحلق جبال الألب نيوزيلندي، ولد في 1946 في كرايستشرش في نيوزيلندا.

## وصلات خارجية
- موراي غاردنر على موقع أوليمبيديا (الإنجليزية)
- موراي غاردنر على موقع اللجنة الأولمبية النيوزيلندية (الإنجليزية)